# Centre urbain du Val d'Europe
Le centre urbain du Val d’Europe, aussi appelé ville centre du Val d’Europe ou centre-ville du Val d'Europe est le quartier central où se concentre la plupart des activités du Val d'Europe, situé sur les communes de Serris et Chessy. Sa construction a débuté dans les années 1990 et continuera à se développer jusque dans les années 2030. Il est caractérisé par ses immeubles typiques néo-haussmannien.
Le quartier est réalisé dans le cadre d’un partenariat public et privé, résultant de la convention pour la création et l'exploitation d'Euro Disneyland en France.

## Histoire
Le 24 mars 1987 a lieu la signature de la convention pour la création et l'exploitation d'Euro Disneyland en France entre l’État français, The Walt Disney Company, l'établissement public d’aménagement de Marne-la-Vallée EpaMarne, la RATP, la région Île-de-France et le département de Seine-et-Marne,. Ils ont pour but développer le secteur IV de la ville nouvelle de Marne-la-Vallée : le Val d'Europe.
Quelques mois plus tard, le 21 juillet 1987, a lieu la création du Syndicat d'Agglomération Nouvelle du Val d’Europe, un établissement public de coopération intercommunale, qui deviendra Val d'Europe Agglomération en 2016.

### Phase 4: Extension du centre urbain (2014-2030)
,

## Géographie

### Situation
Le centre urbain du Val d'Europe se situe au nord de la Seine-et-Marne sur les communes de Serris et Chessy. Néanmoins, le quartier se situe à la limite de Montévrain et des trois autres communes du Val d'Europe : Coupvray, Magny-le-Hongre et Bailly-Romainvilliers.

## Vie locale

### Aménagements

#### Style architectural

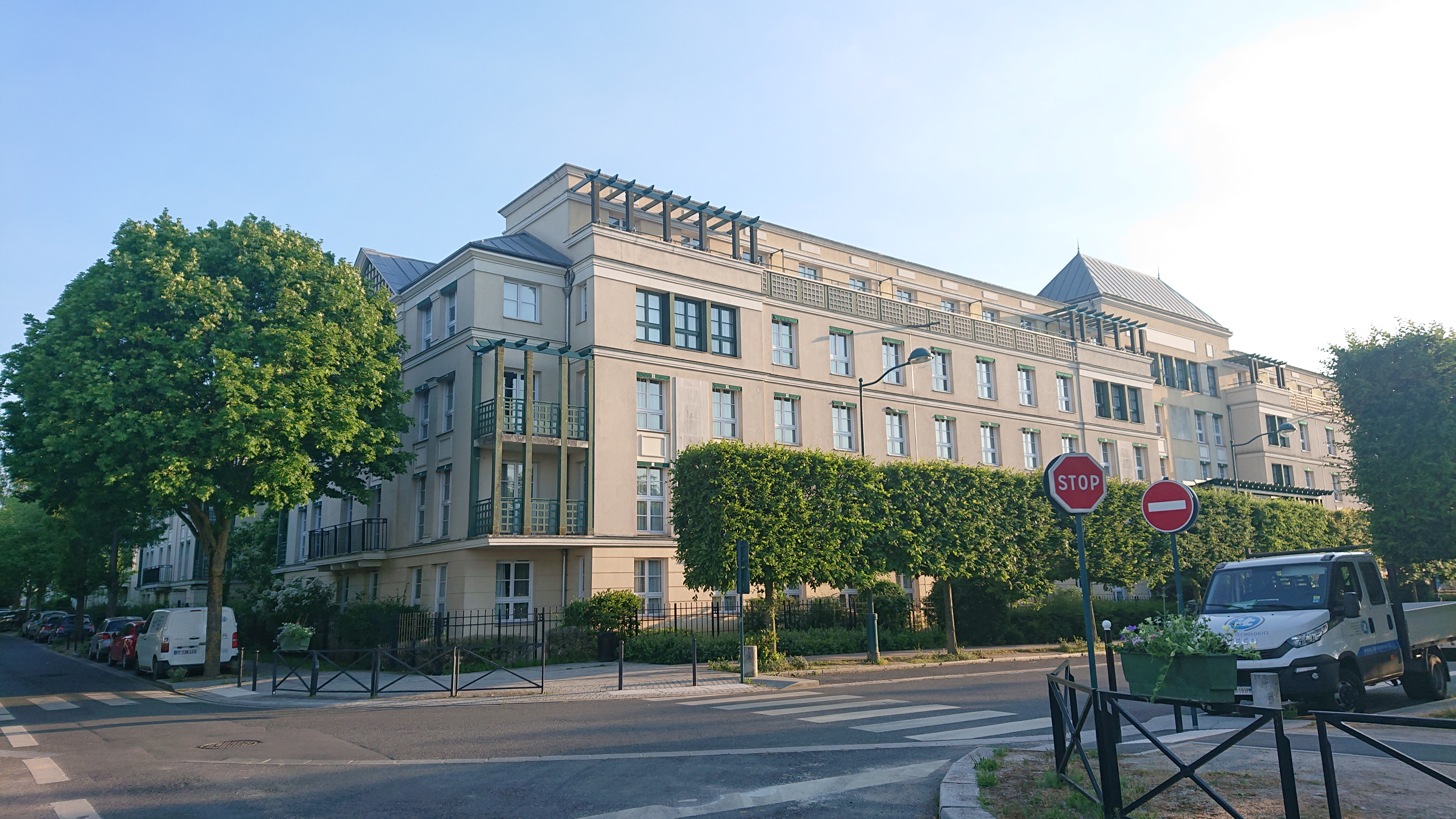
Immeubles néo-haussmanniens typiques du quartier du Val d'Europe, vu du cours du Tage à Serris.
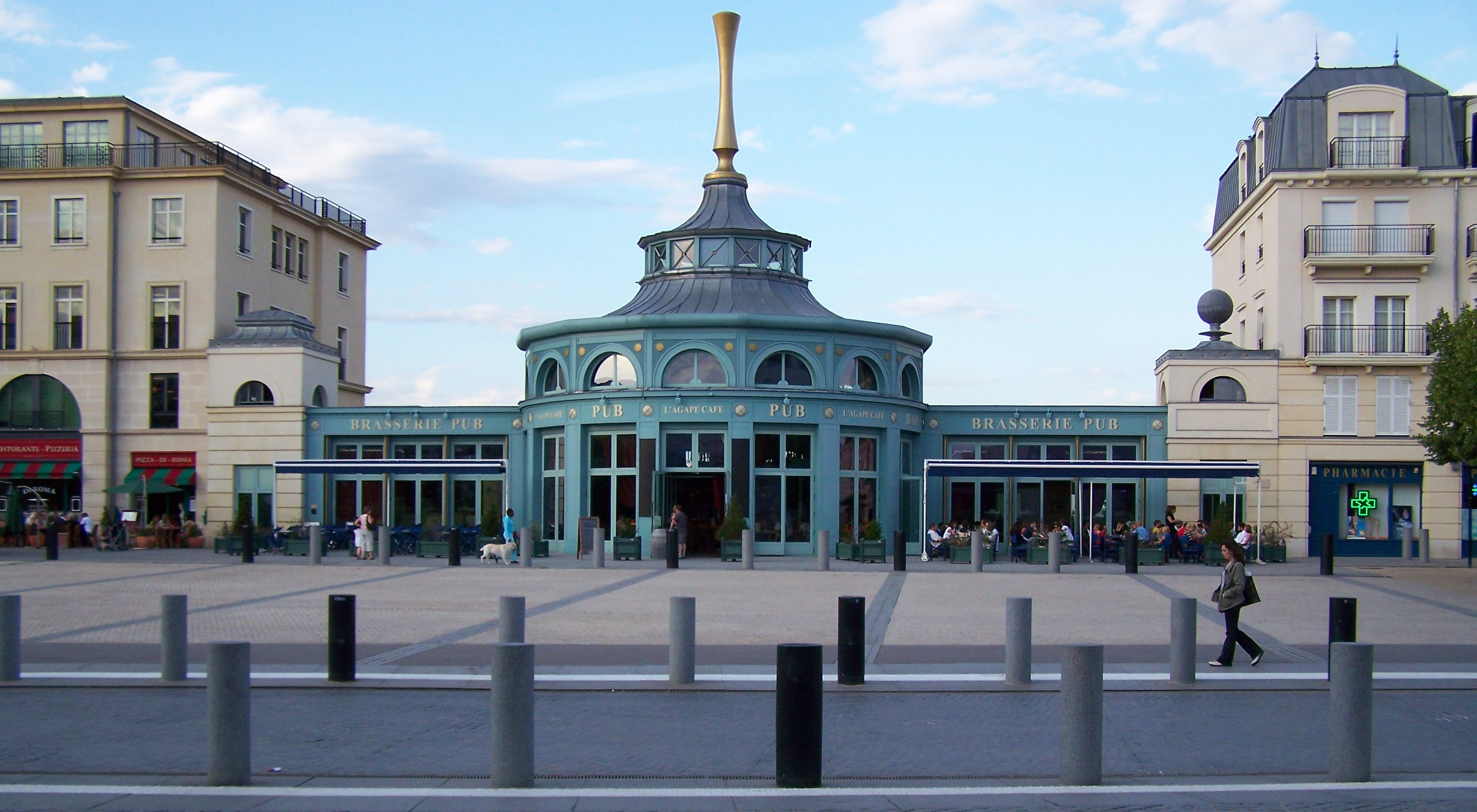
Place d'Ariane à Serris.
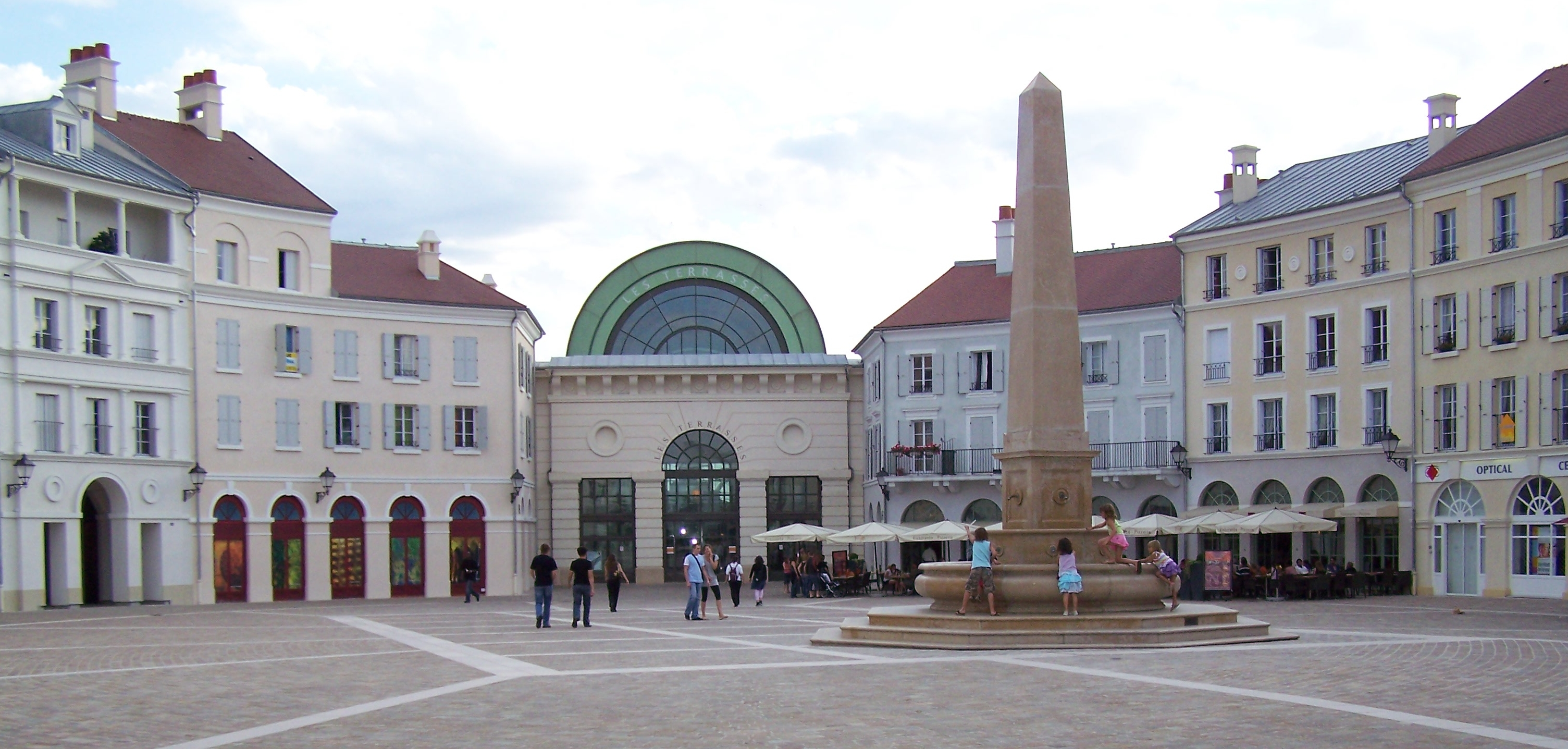
Place de Toscane à Serris, entrée du centre commercial du Val d'Europe.
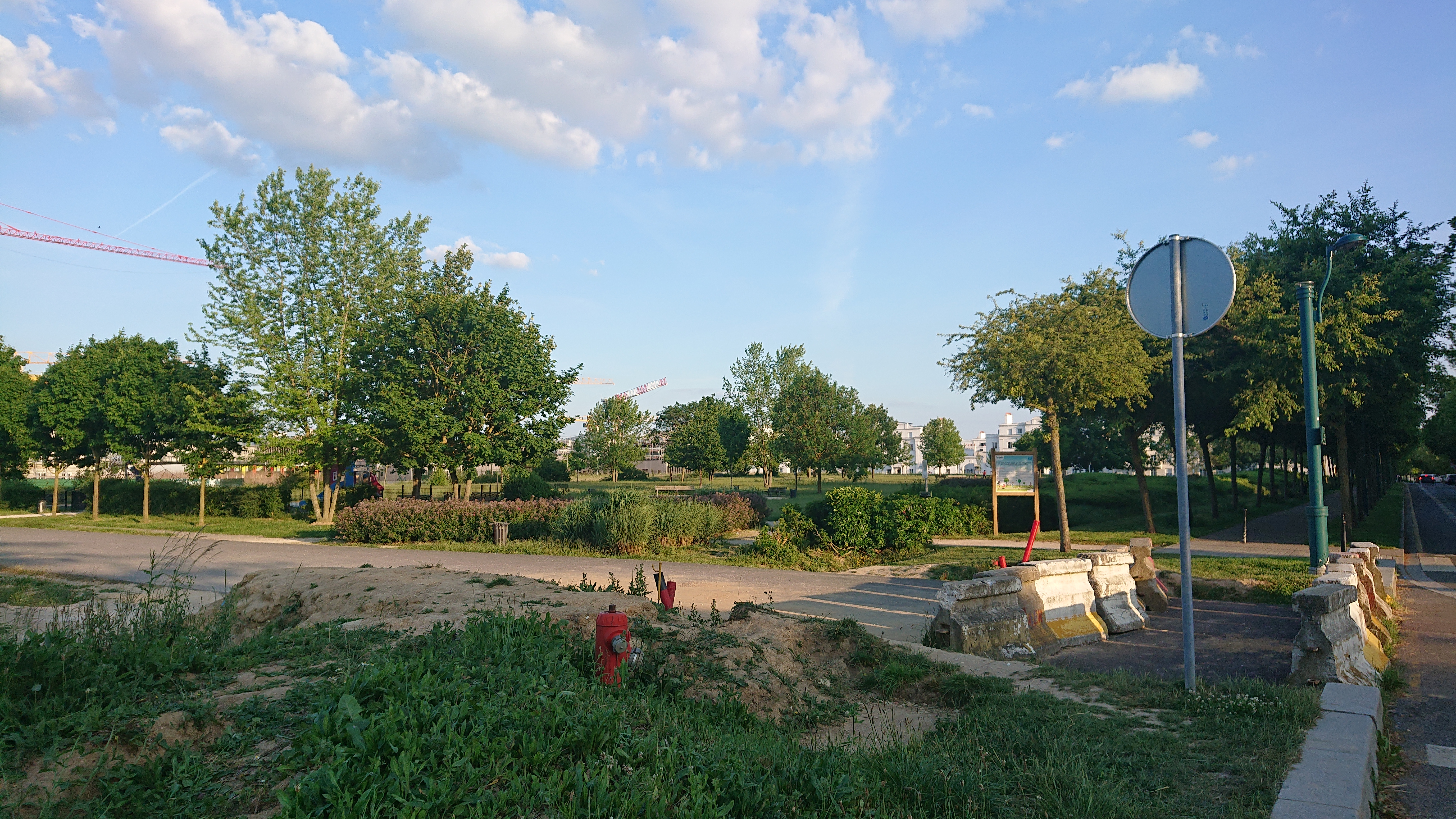
Parc du centre urbain à Serris.
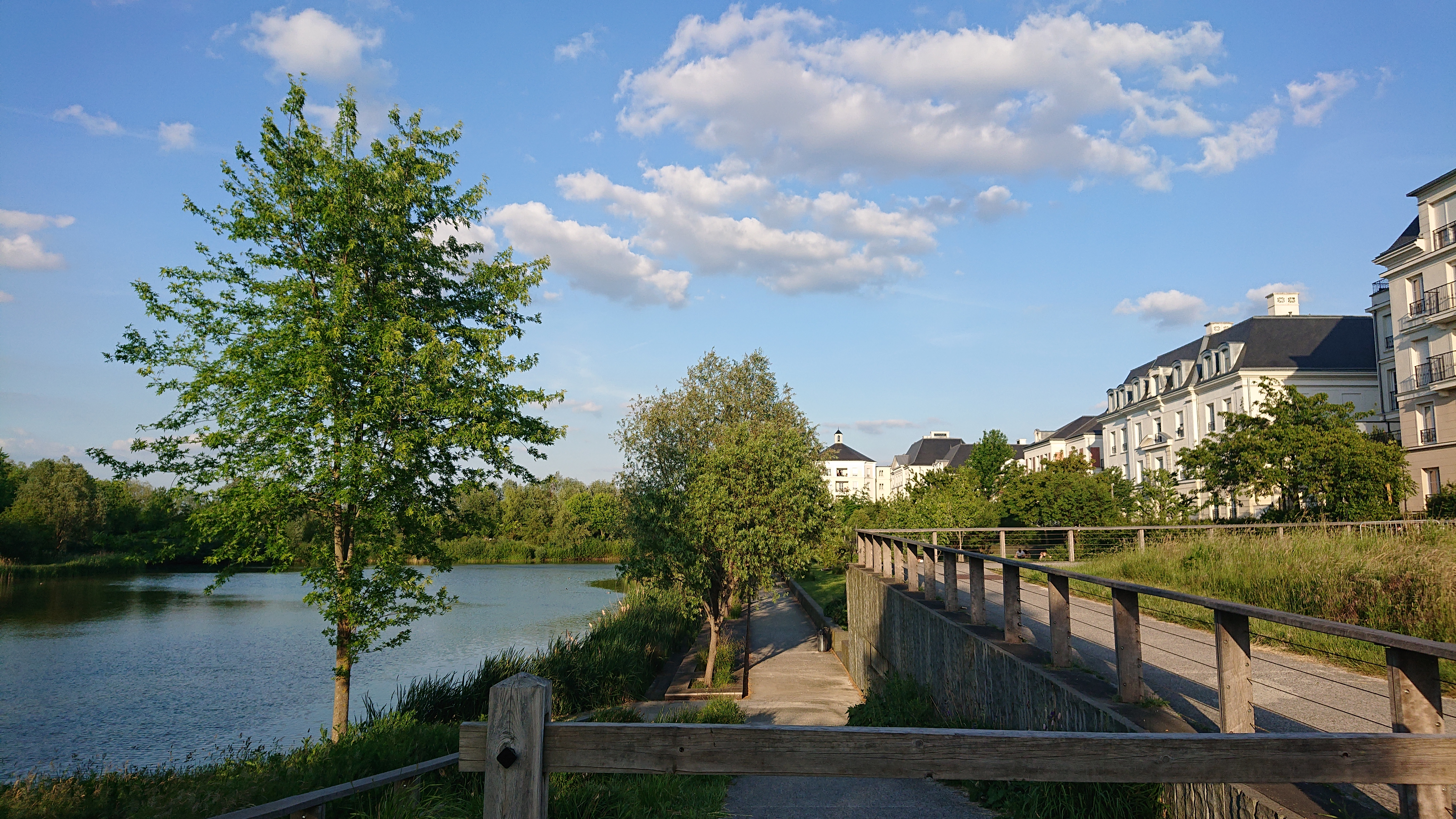
Lac de Serris via rue du Grand Secours.
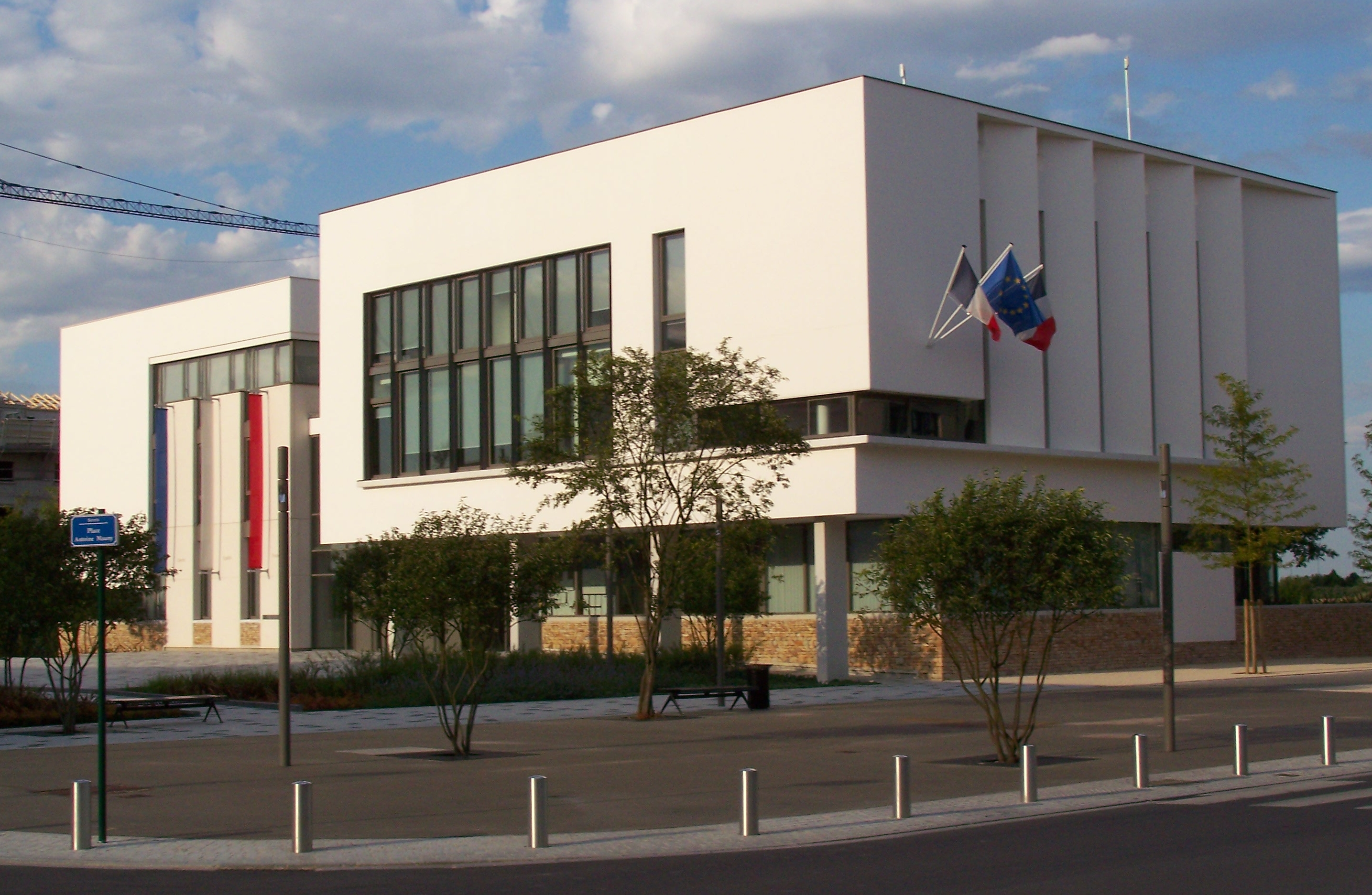
Mairie de Serris.
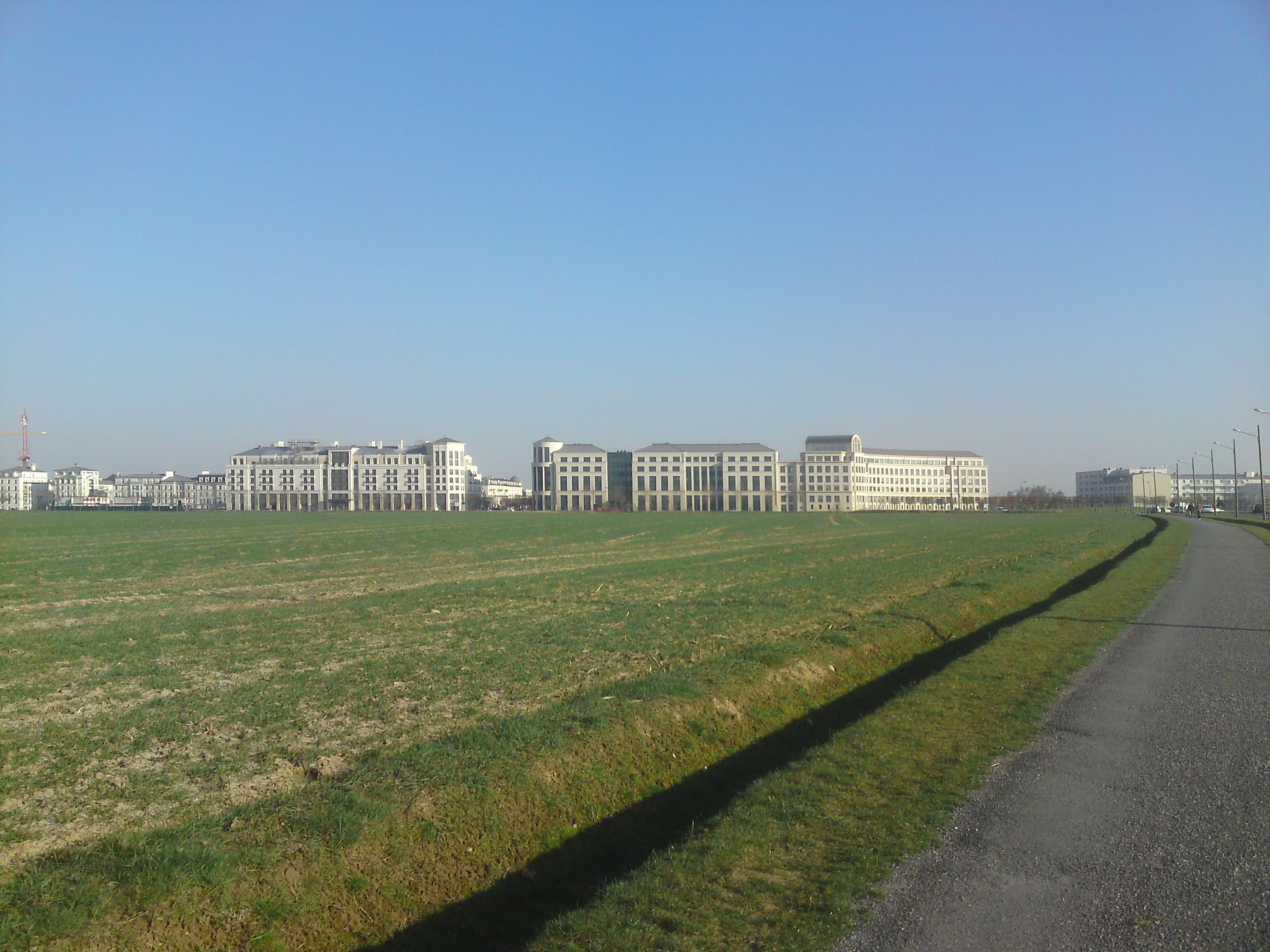

### Transports

#### Ligne A du Réseau Express Régional
Le quartier est desservi par la branche A4 de la ligne A du RER d'Île-de-France via la gare du Val d'Europe. Elle est achevée dès la fin de l'année 2000, mais est finalement ouverte le 14 avril 2001 et inaugurée le 8 juin 2001. Elle est la dernière gare créée sur la ligne, située sur tronçon entre Torcy et Marne-la-Vallée - Chessy,.
En 2017, selon les estimations de la RATP, 4 649 606 voyageurs sont entrés dans cette gare. Entre son ouverture et 2011, la gare du Val d'Europe atteint une fréquentation de trois millions de voyageurs.

#### Lignes d'autobus et d'autocars
Le quartier est desservi par de très nombreuses lignes de bus régulières, secondaires et express. Ce sont :
- les lignes 02, 06, 22, 32, 34, 42, 43, 44, 46, 47, 60 et le service de transports à la demande du réseau de bus de Marne-la-Vallée ;
- la ligne 16 du réseau de bus du Pays Briard ;
- les lignes 18, 19 et 69 du réseau de bus Meaux et Ourcq ;
- la ligne 59 du réseau de bus Brie et 2 Morin ;
- la ligne N130 du réseau de bus du Noctilien.

#### Navettes et lignes hôtelières
Le quartier est aussi desservi par :
- une navette privée appelée Hôtels Centre Urbain (en abrégé HCU) reliant les hôtels du quartier (l’Élysée, Hipark et Aparthotel Adagio) au complexe Disneyland Paris ;
- la ligne Magical Shuttle Selected exploitée par Transdev Marne-la-Vallée.

#### Projets

##### TCSP Esbly–Val d'Europe
La ligne de bus EVE visant à relier la gare d'Esbly au centre hospitalier de Marne-la-Vallée, en passant par la gare du Val d'Europe, est un projet de ligne de transport collectif en site propre (TCSP). Sa mise en service est prévue entre 2022 et 2030 selon le SDRIF. Cette ligne vise à relier le bassin de vie de Meaux au secteur du Val d'Europe, en remplacement du projet abandonné de prolonger le RER A jusqu’à Esbly et/ou Meaux.

##### TCSP Val d'Europe–Lagny-Thorigny
À l'avenir, selon le SDRIF, la gare de Serris-Montévrain - Val d'Europe pourrait être le terminus d'une ligne de transport collectif en site propre jusqu'à la gare de Lagny - Thorigny, en correspondance avec l'actuelle ligne P du réseau Transilien Paris-Est. Cette dernière ligne serait remplacée par le prolongement du RER E jusqu'à Meaux.

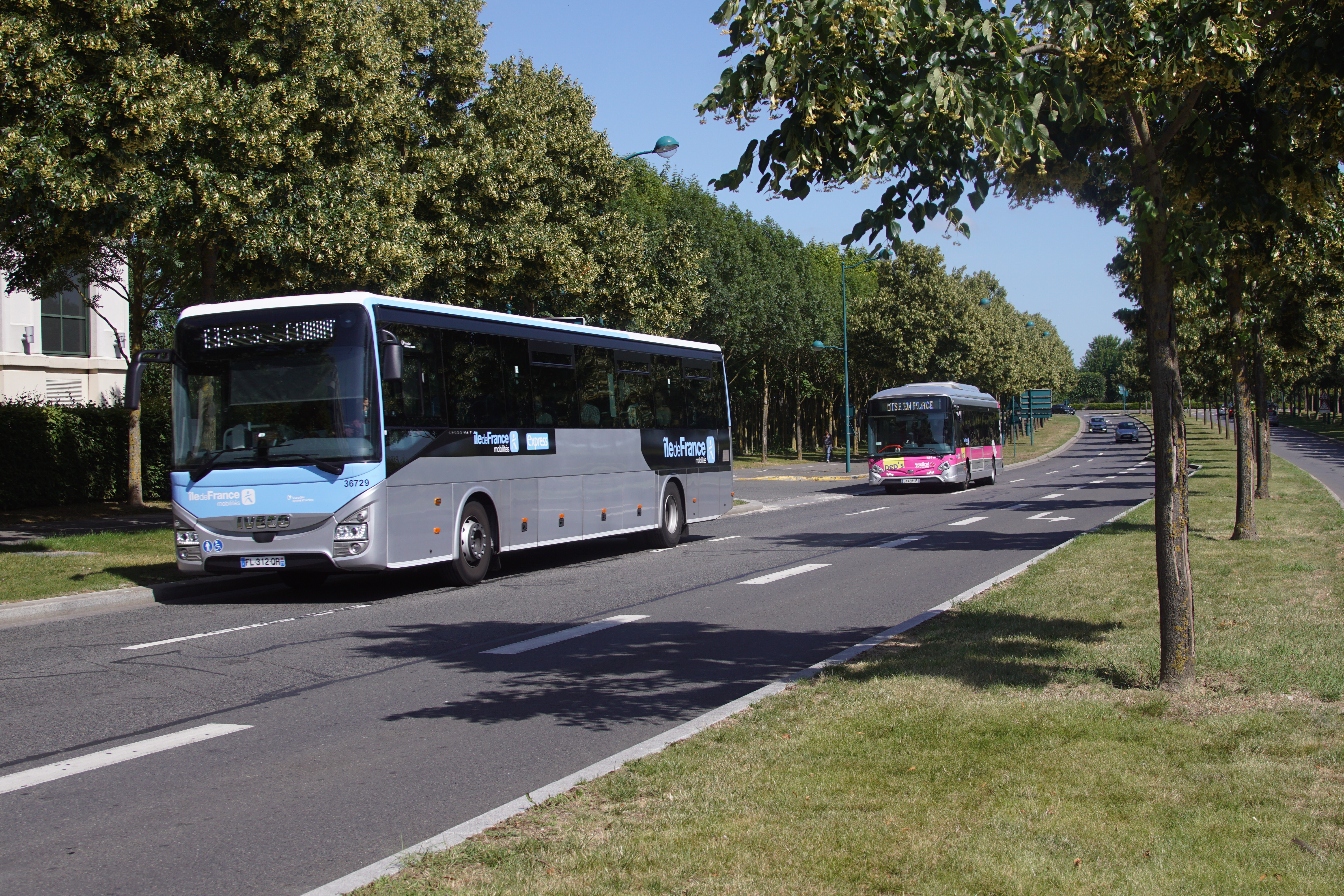
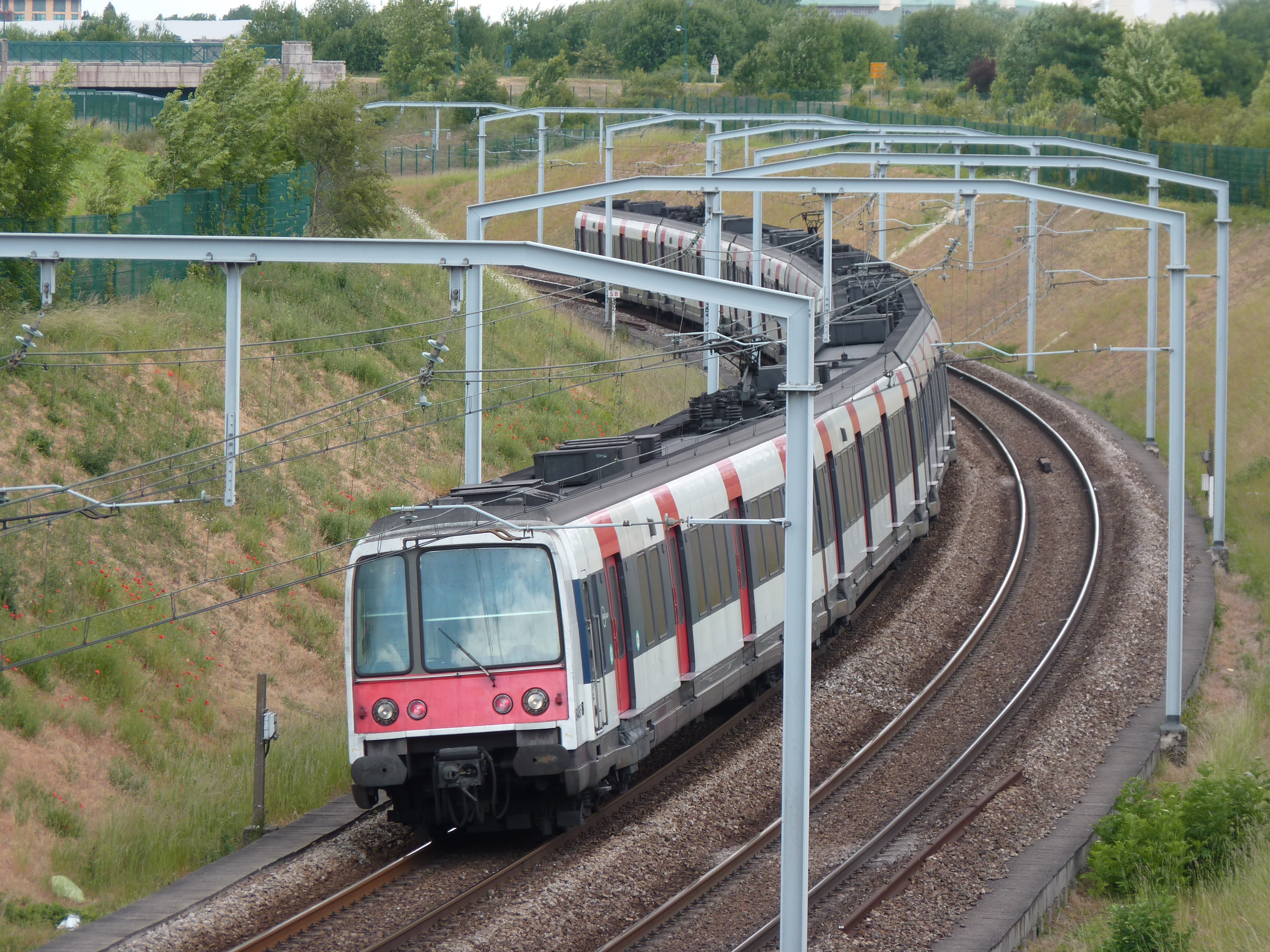
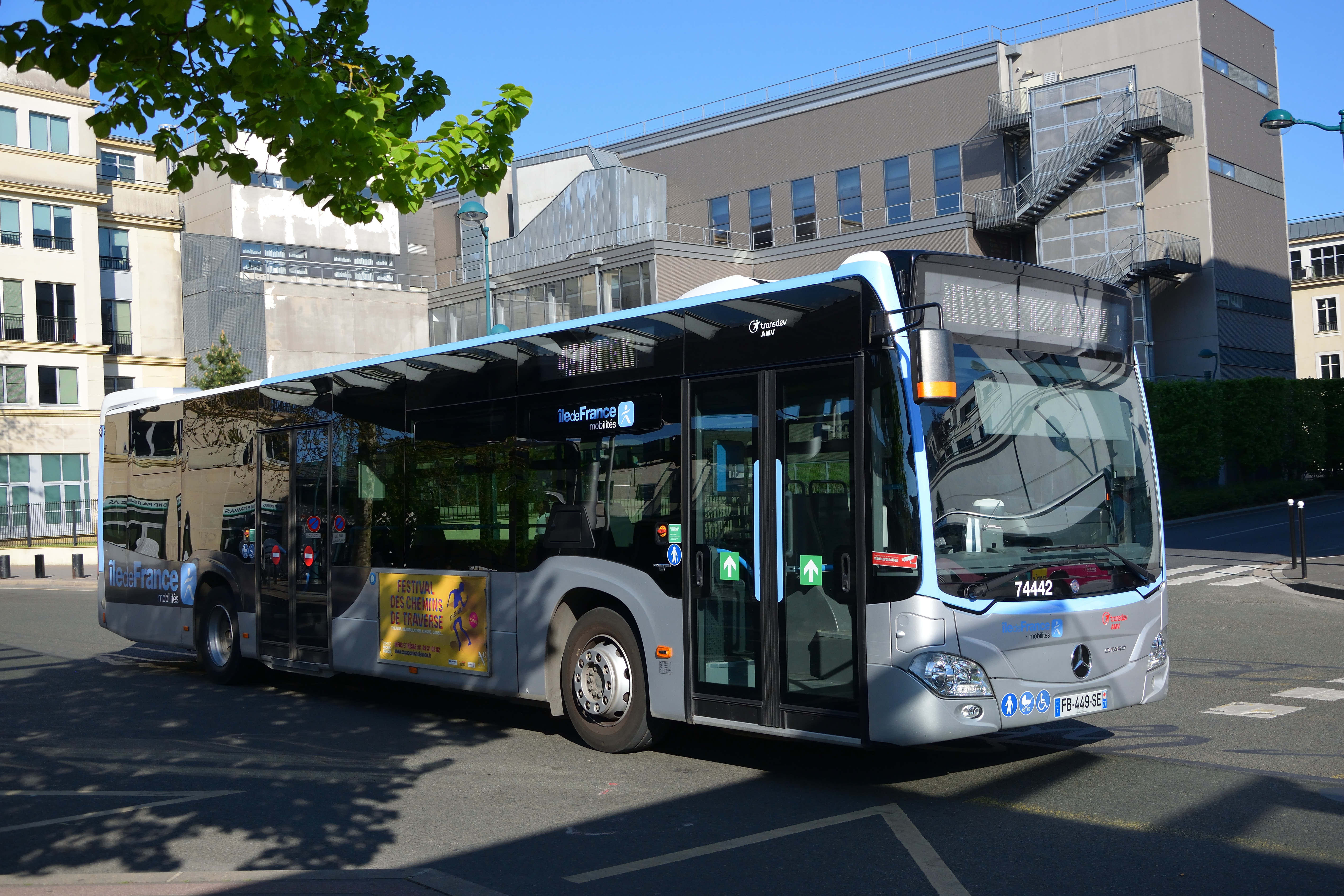
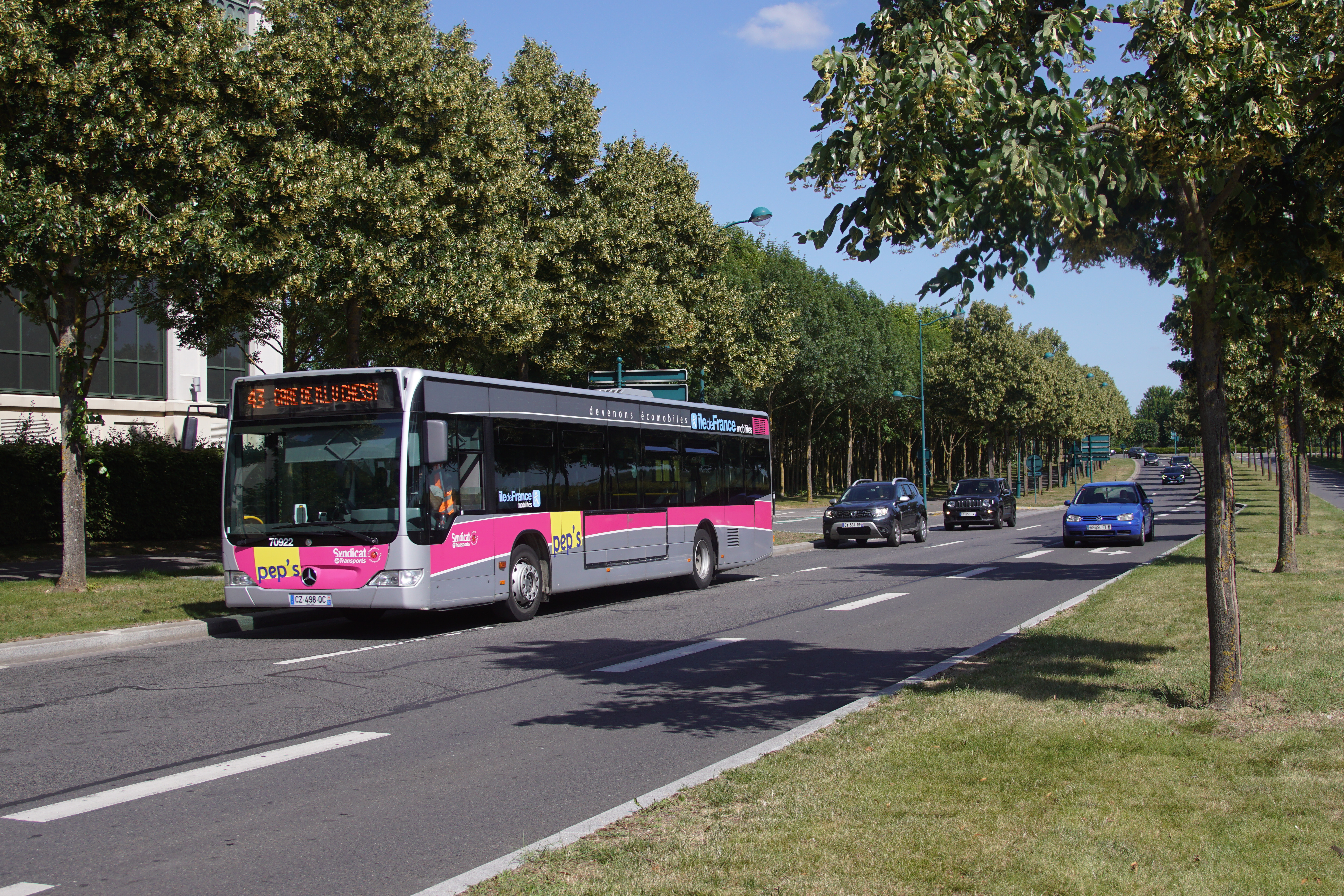
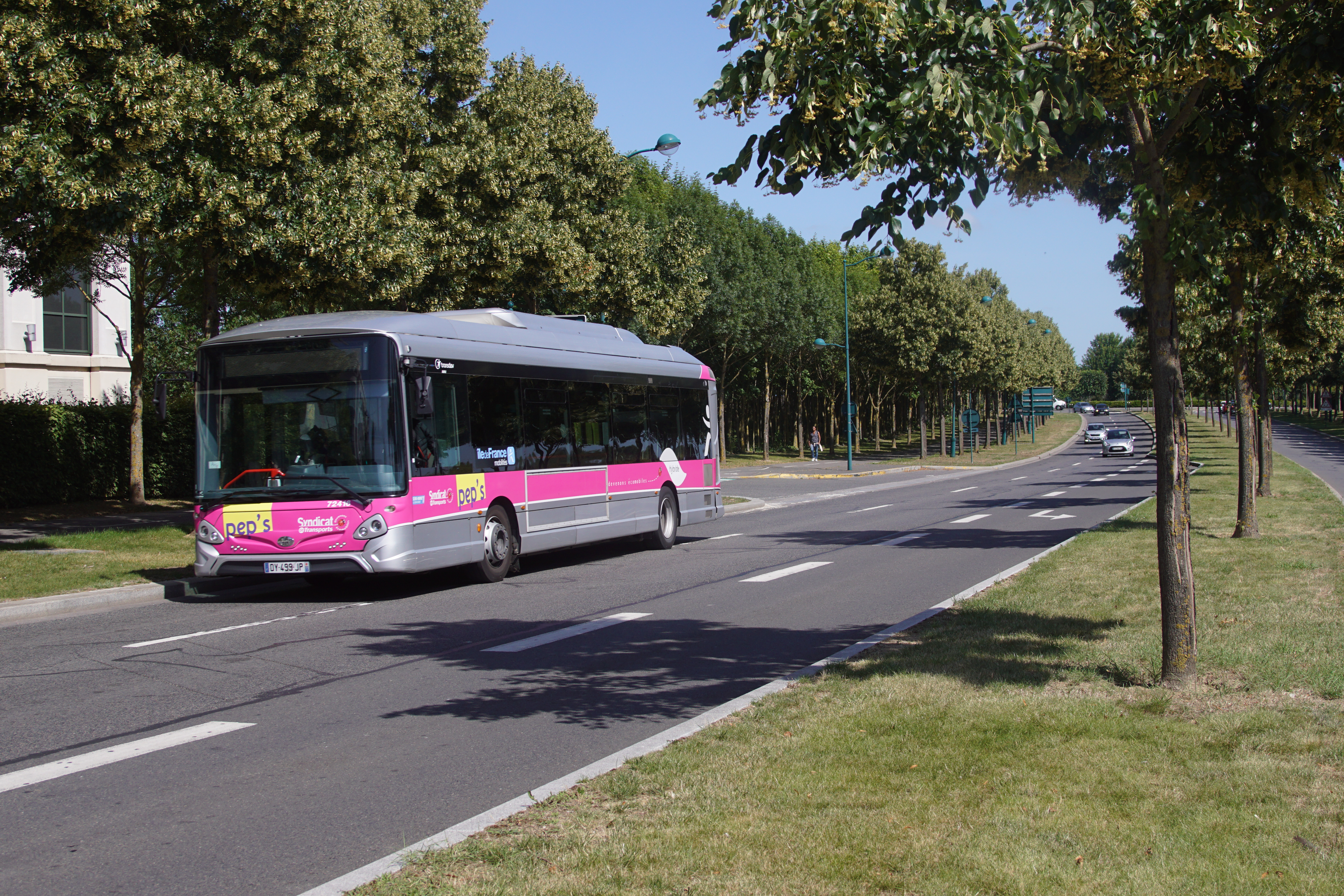
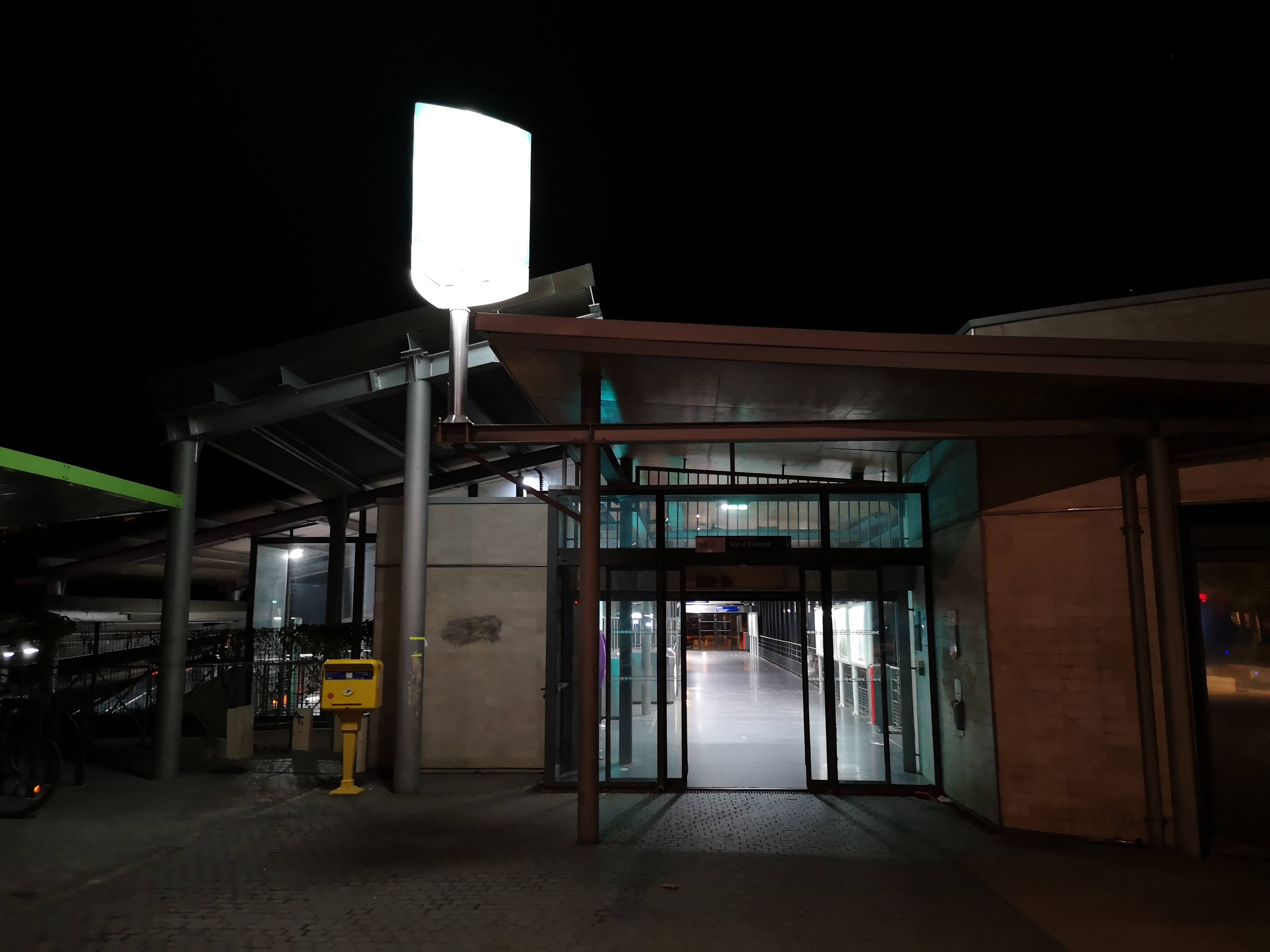

### Centres commerciaux

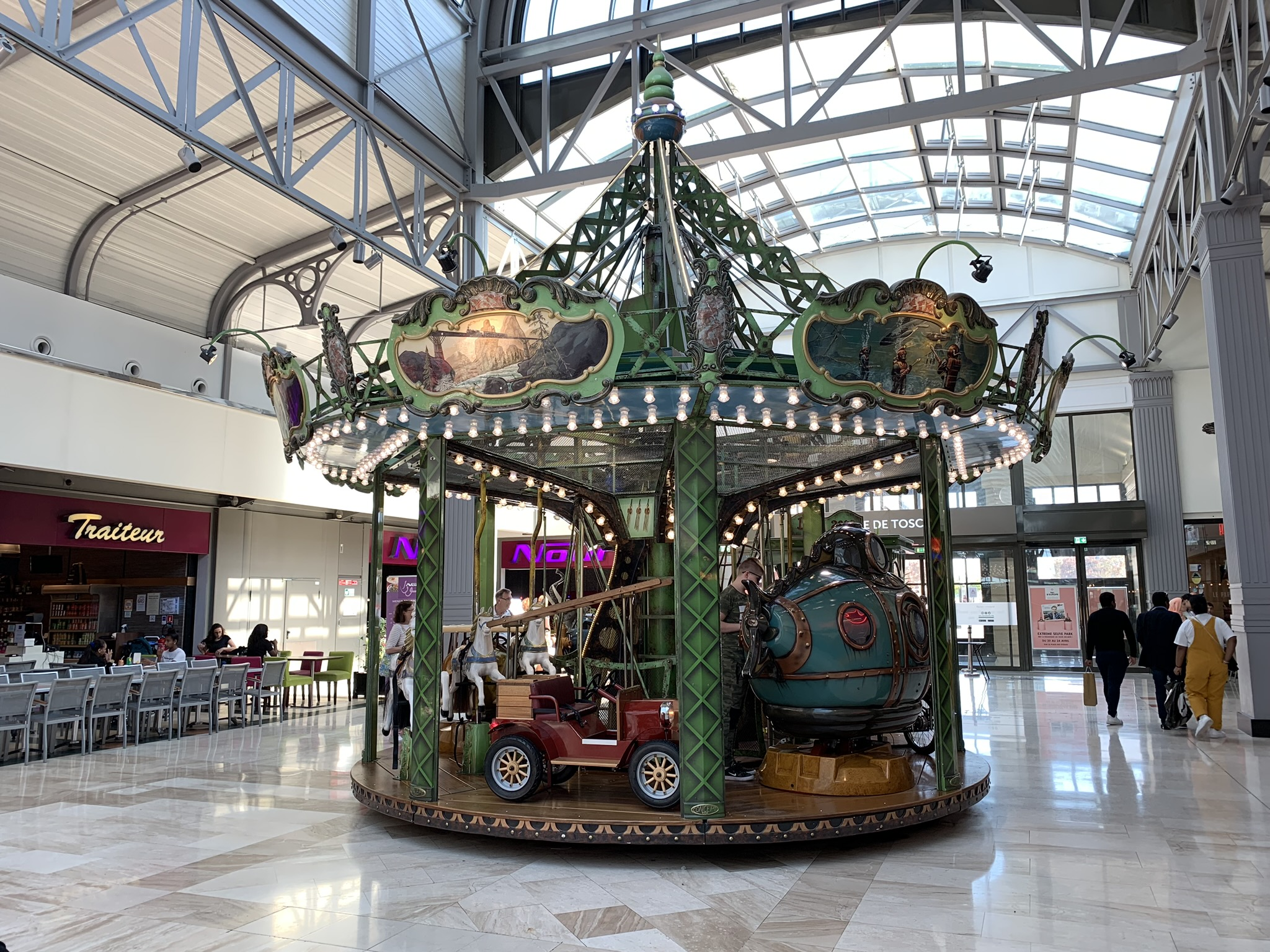
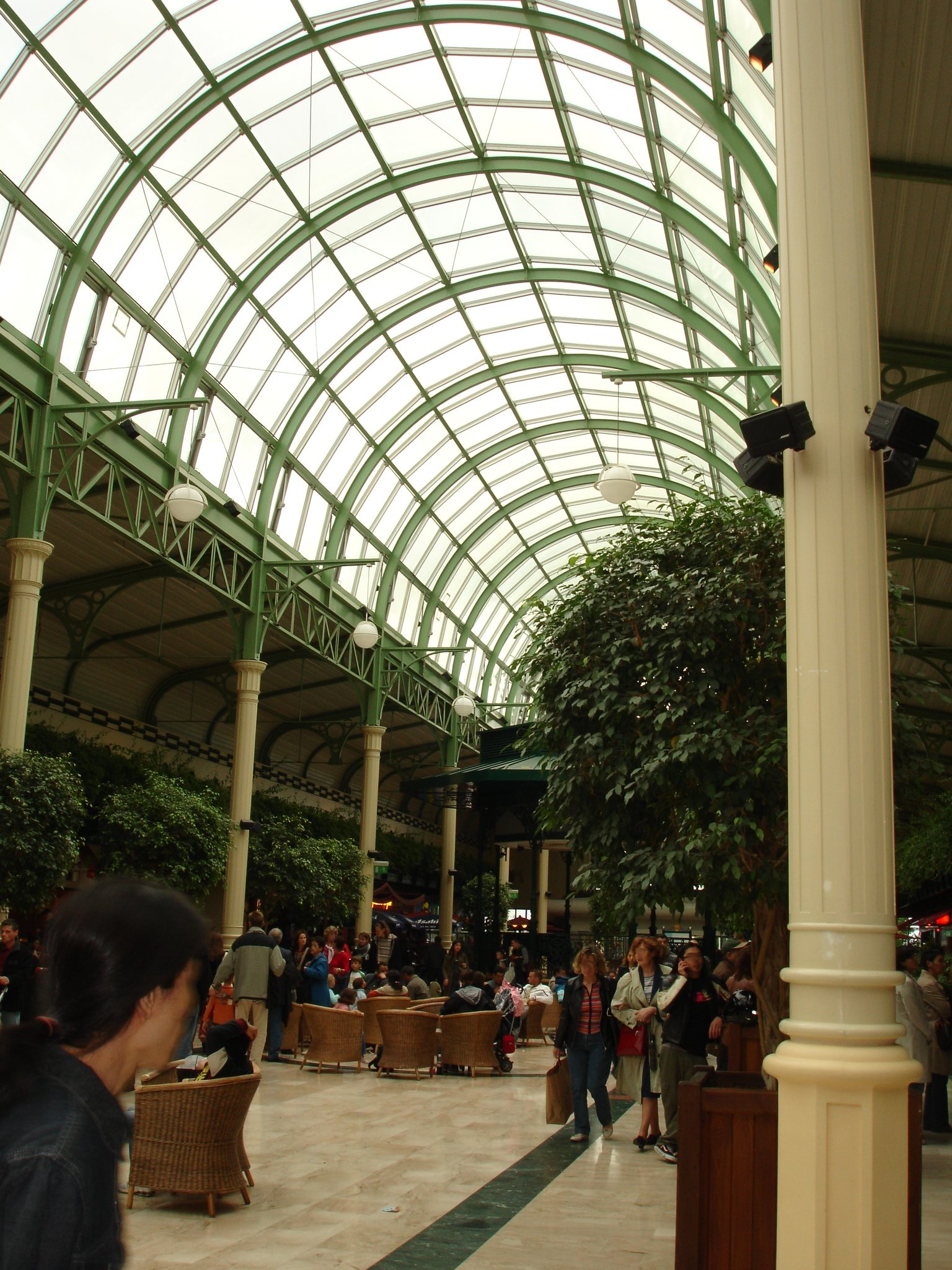
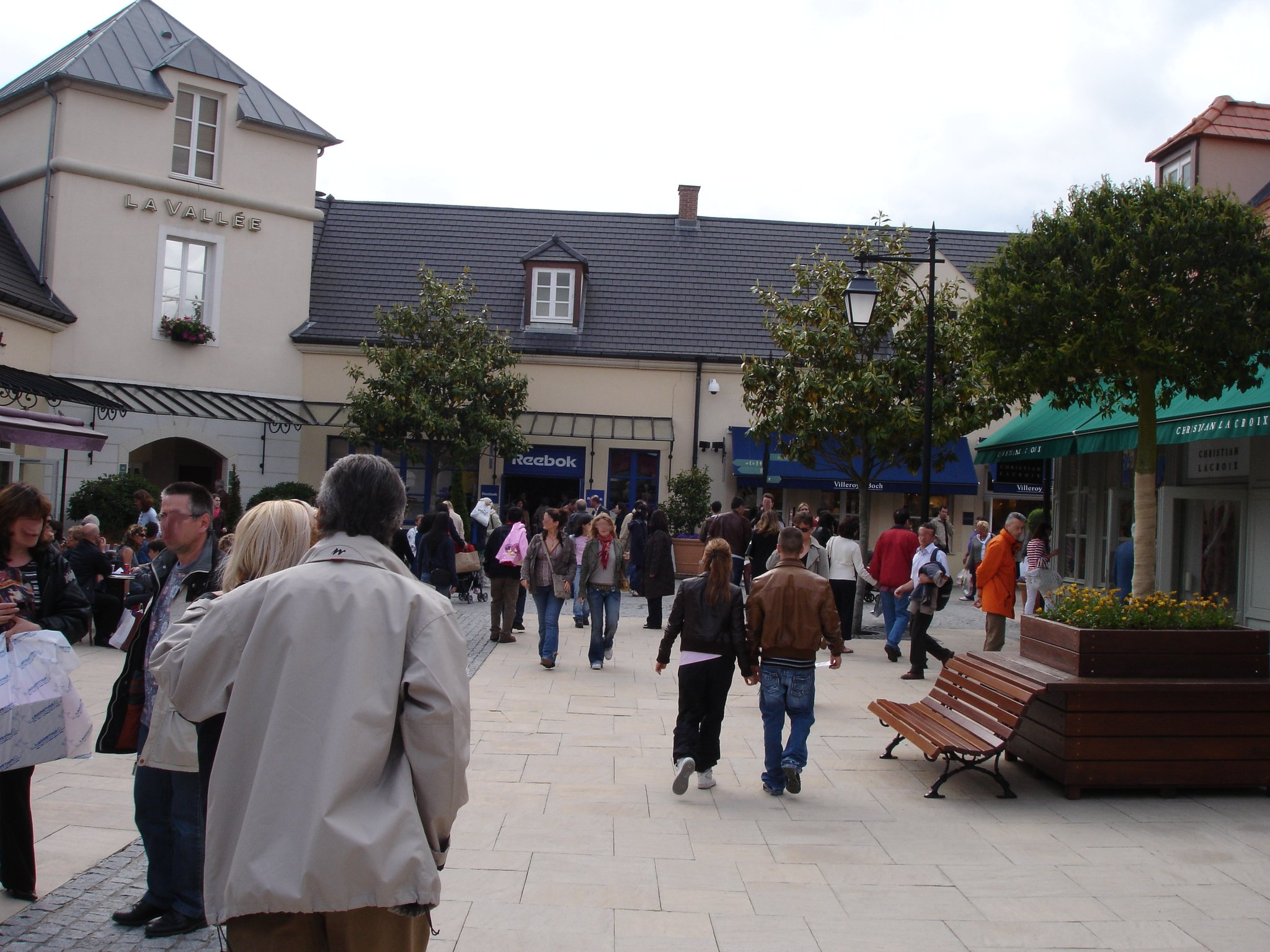
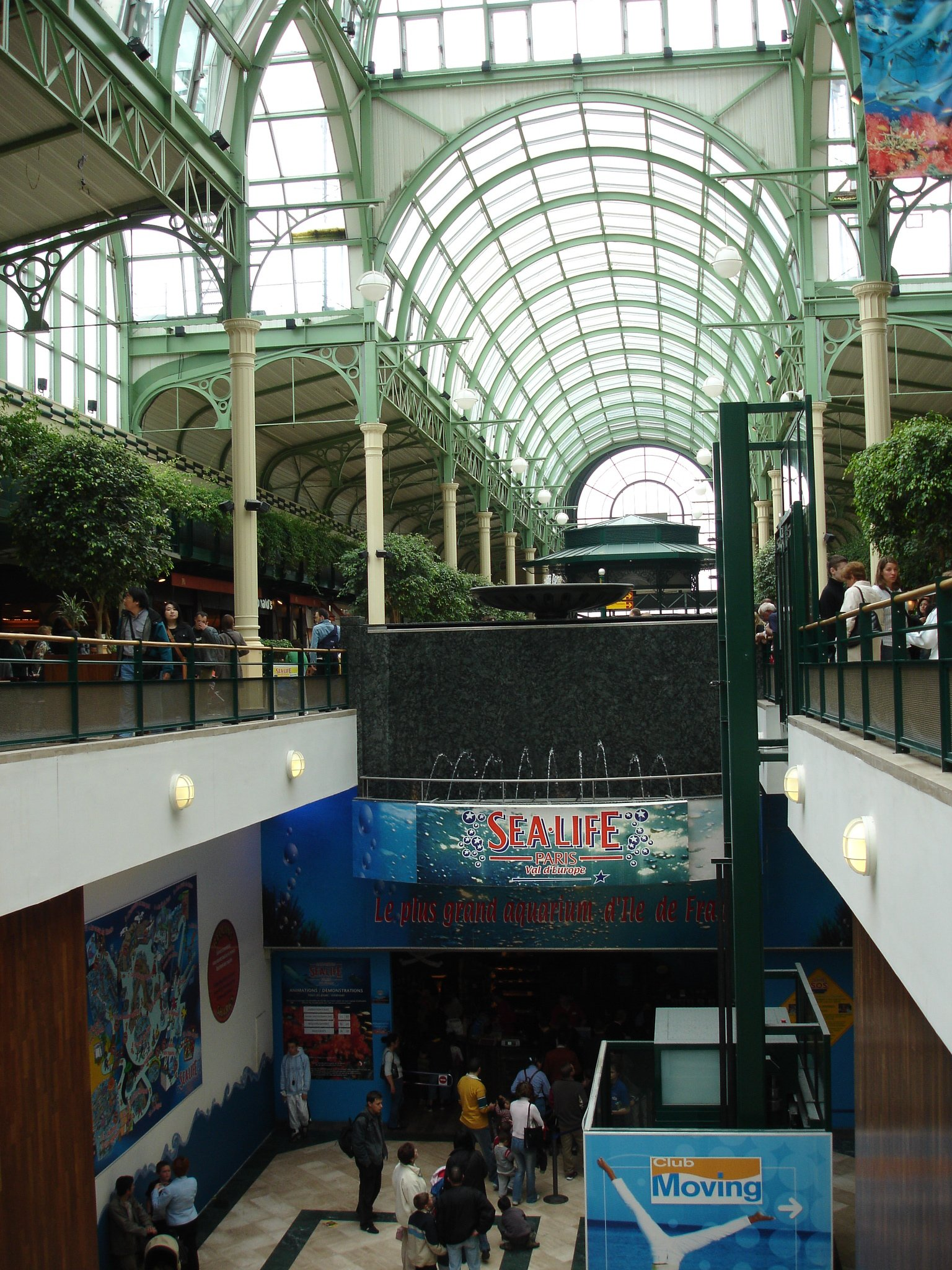
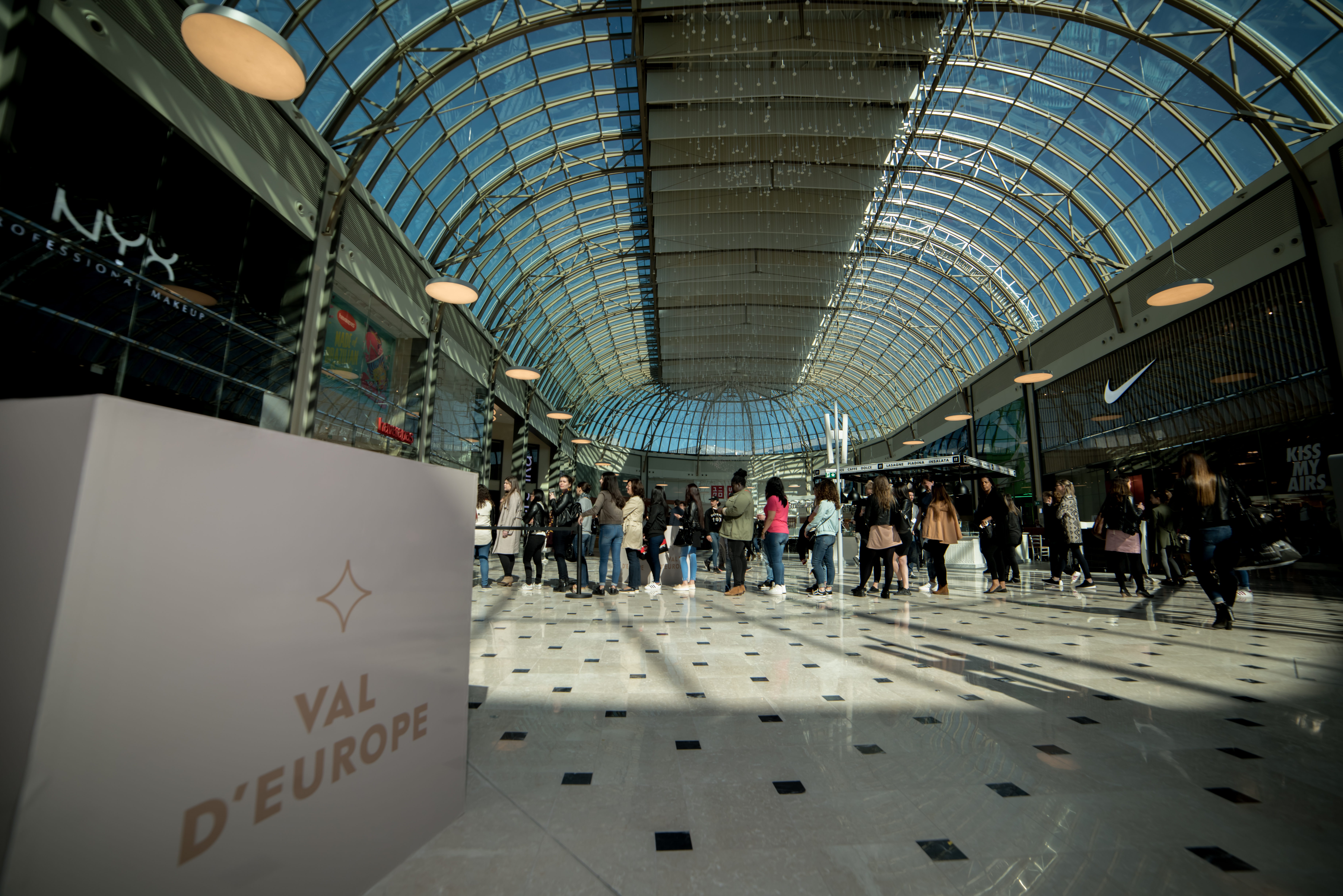

## Vie culturelle

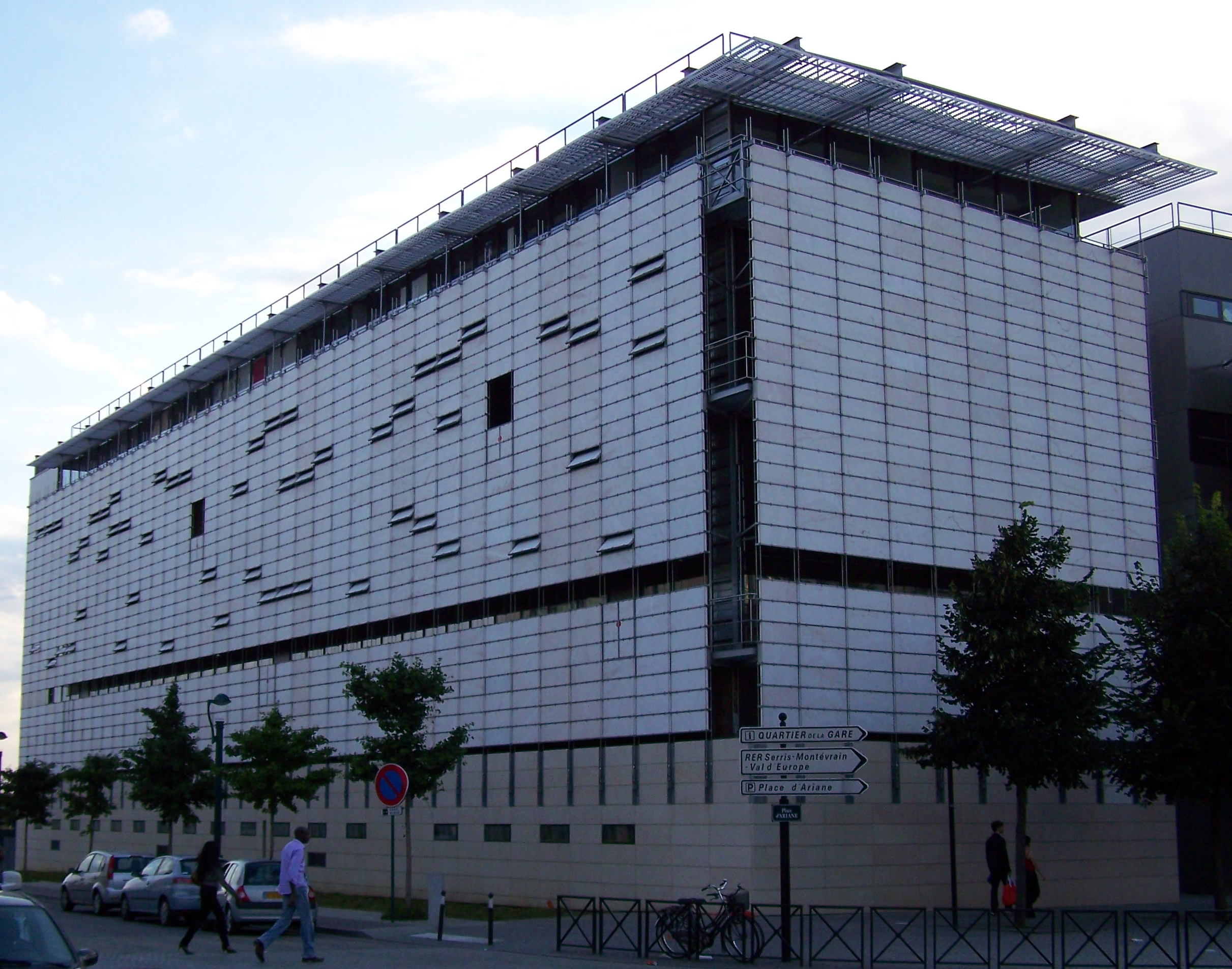